# Alan Rough
Alan Roderick Rough (* 25. November 1951 in Glasgow) ist ein ehemaliger schottischer Fußballtorhüter. Er kam auf über 50 Einsätze in der schottischen Nationalmannschaft und nahm an drei Weltmeisterschaften teil. In seiner langen Klubkarriere spielte er hauptsächlich bei Hibernian Edinburgh und Partick Thistle.

## Karriere

### Klubkarriere
Nachdem er sein Debüt im Alter von 18 Jahren am Ende der Saison 1969/70 gab, absolvierte er insgesamt 409 Ligaspiele für Partick Thistle. 1971/72 gewann er mit Partick durch einen 4:1-Erfolg über Celtic Glasgow den schottischen Ligapokal. 1981 wurde er von den schottischen Journalisten zum Fußballer des Jahres gewählt. 1982 wechselte er zu Hibernian Edinburgh.
1988 wurde er von Andy Goram, der ihn auch in der Nationalmannschaft verdrängte, ersetzt. Er wechselte anschließend in die American Soccer League zu den Orlando Lions, kehrte aber schon kurze Zeit später nach Schottland zurück und ließ seine Profilaufbahn bei Celtic Glasgow, Hamilton Academical und Ayr United ausklingen.

### Internationale Karriere
Rough nahm an den Weltmeisterschaften  und 1978, 1982 und 1986 teil. Er spielte insgesamt 53-mal und war damit lange Zeit Rekordnationaltorhüter, erst Jim Leighton überholte ihn. In 16 seiner 53 Länderspiele blieb Rough ohne Gegentreffer. Am 10. September 1985 absolvierte Rough sein vorletztes im WM-Qualifikationsspiel gegen Wales. Er wurde zur zweiten Halbzeit eingewechselt, weil Leighton seine Kontaktlinsen verloren hatte. Das Ergebnis, das durch einen Elfmeter von Davie Cooper erzielt wurde, bedeutete, dass Schottland in ein Qualifikationsspiel gegen Australien ziehen konnte. Das Spiel wurde vom Tod des schottischen Nationaltrainers Jock Stein überschattet, der während des Spiels kollabierte und starb. Rough wurde zwar für die Endrunde nominiert, spielte aber nicht und kam nur zu einem weiteren Einsatz im Nationaldress.

## Weitere Karriere
Anfang der 1990er war Rough einige Zeit Trainer des Amateurklubs Glenafton Athletic. Heute moderiert er zusammen mit Ewan Cameron ein Fußballshow im Radio, welche zweimal die Woche ausgestrahlt wurde. Zudem schreibt er eine Kolumne in der schottischen Ausgabe des Daily Mirrors.